# Kate Fabian
Kate Fabian, född 6 oktober 1870, död 7 april 1929, var en dansk skådespelare.
Kate Fabian debuterade cirka 1909 och år 1915 anställdes hon på Nordisk Film. Hon hade roller i mer än 30 komiska kortfilmer.

## Filmografi (urval)
- 1928 - Kraft og Skønhed
- 1927 - Vester vov vov
- 1927 - Tordenstenene
- 1926 – Klovnen
- 1922 – Häxan
- 1920 – Flickorna i Åre
- 1911 – Herr och fru Mommesen på skogsutflykt